# Takeshi Kaneshiro
Takeshi Kaneshiro (金城 武), född 11 oktober 1973 i Taipei, är en taiwanesisk-japansk skådespelare.

## Filmografi i urval
- 1994 – Chungking Express
- 1995 – Helgon i neon
- 2002 – Returner
- 2004 – Flying Daggers
- 2007 – The Warlords
- 2008 – Red Cliff
- 2009 – Red Cliff II
- 2011 – Swordsmen (Wu xia, även kallad Dragon)